# プロンティス
『プロンティス』（prontis）は1991年にビクター音楽産業から発売されたSFサスペンスアドベンチャーゲームである。

## 概要
元は『ジーザス』の続編『ジーザス2』のシナリオとなるはずだったが、担当の雅孝司が発売元のエニックスと対立し開発を離れ、当作のタイトルとして完成、発売された。一方、『ジーザス2』は既に開発中の画を情報誌等に発表しており、その絵を極力生かしたその結果非常に似た話の展開となっている。

## あらすじ
レーサーの石見拓弥はカルフォルニアで開催されるモト・トライアスロンに参加するため、ロサンゼルス行きの船に乗り込んでいた。その道中、海に漂着していたコンテナを引き上げた。それ以来、船内では船長、船員、乗客が死んでいく奇妙な事件が起き始めた。

## 登場人物

### ガリレオ丸乗客
石見拓弥（いわみ たくや）
1号室の乗客である主人公。日本人。モス・トライアスロン（サーキット、悪路、水上の3種競技）に出場予定のレーサー。アマチュア・ダーツ成果選手権で優勝した経歴を持つ。
過去には地球防衛官養成学校にいたが、落第している。
周玉蘭（しゅう ぎょくらん）
5号室の乗客。中国人の少女。父親とカナリアのトルルと船に乗船。船内で消えたトルルを探すところから物語は始まる。
オーロア・グリシオン
4号室の乗客で、ニュースキャスター。イスラエル人。
周兆文（しゅう ちょうぶん）
5号室の乗客。玉蘭の父親。カナダにいる妻に会うために船へ乗船した。
ディエス
3号室の乗客。拓弥の友人で、メキシコ人。
コラリー
2号室の乗客で、フランス人の学生。ディエスの恋人でもある。

### ガリレオ丸乗組員
ニルソン
ガリレオ丸の船長。コンテナの回収を行う。
ホルムド・ラサーム
ガリレオ丸の技師。パレスチナ人。ひねくれた性格で周りに皮肉ばかり垂れる。国家が戦争をした経緯から敵国人であるオーロアを酷く嫌う。
マルタン
ガリレオ丸のベテラン機関士。

### 地球防衛軍
ロイ・フロスト
地球防衛軍大尉。拓弥とは元防衛軍養成学校の同期生。調査団の隊長を任命される。
エルサ・ロセリーニ
地球防衛軍コンピュータ部門所属。オペレーター。尊敬していた科学者に憧れて入隊する。
ニコライ・ルノイフ
地球防衛軍大尉。階級はロイと同じだが、彼の部下としてサポートを総司令官から任命される。
ナジール・ミシュラ
地球防衛軍医師。
カナル
地球防衛軍輸送部門所属。身長2メートル越えの大男。
ヘンリー・ハロッド
地球防衛軍総司令官。ロイにガリレオ丸の調査を任命する。